# Invictus Games

Logo der Invictus Games

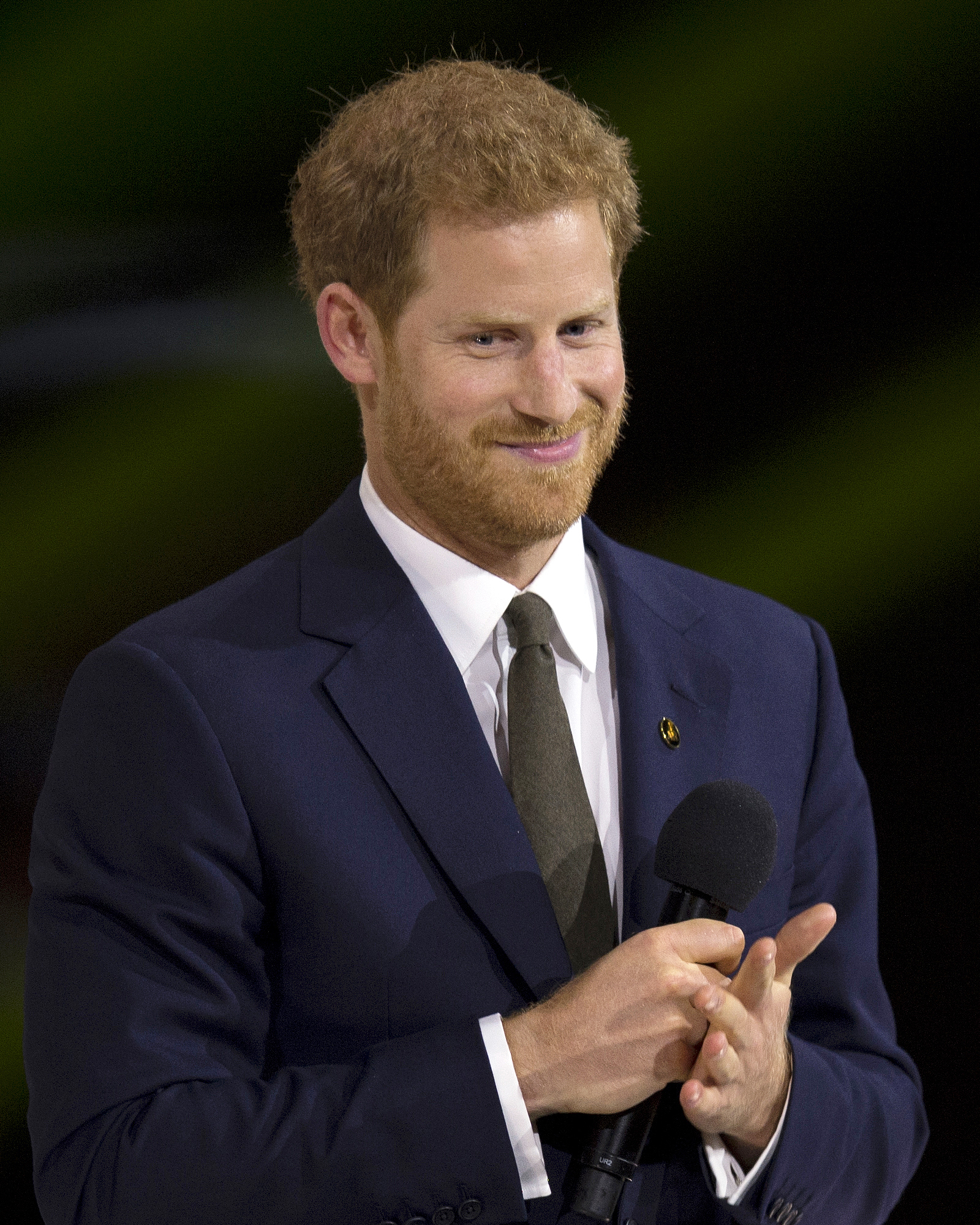
Prinz Harry bei der Eröffnungsfeier 2017

Die Invictus Games sind eine internationale Sportveranstaltung für Soldatinnen und Soldaten, die im Dienst oder im Einsatz verwundet wurden oder durch Erkrankungen bleibende körperliche oder seelische Schäden erlitten haben. Sie wurden 2014 von Prinz Harry ins Leben gerufen. Er ist auch Schirmherr der Invictus Games Foundation. Der Name setzt sich aus lateinisch Invictus ‚unbesiegt, unbezwungen‘ und englisch Games ‚Spiele, Sportveranstaltung‘ zusammen.

## Vorgeschichte

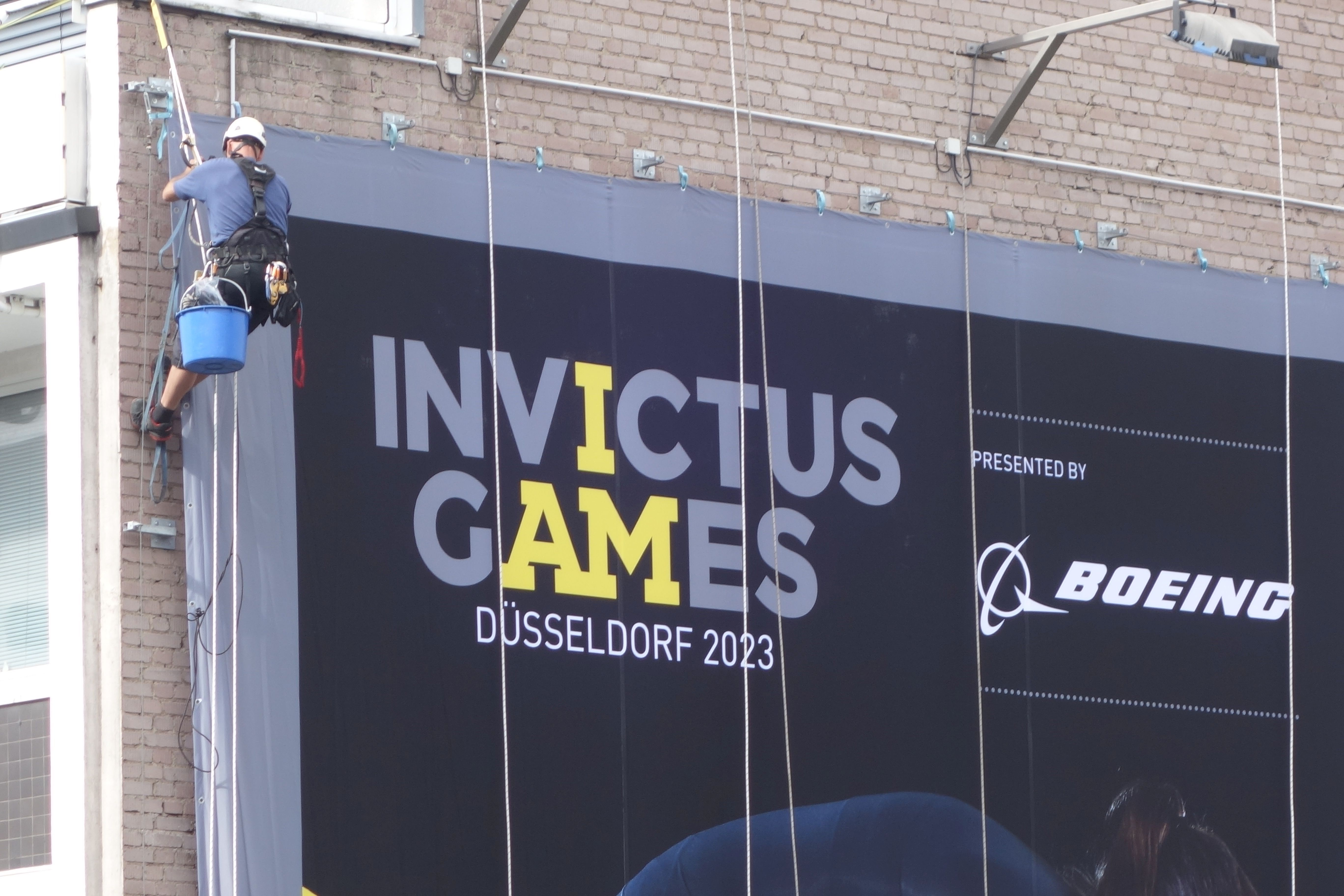
Installation eines Großplakats durch einen Industriekletterer für die Invictus Games 2023 in Düsseldorf

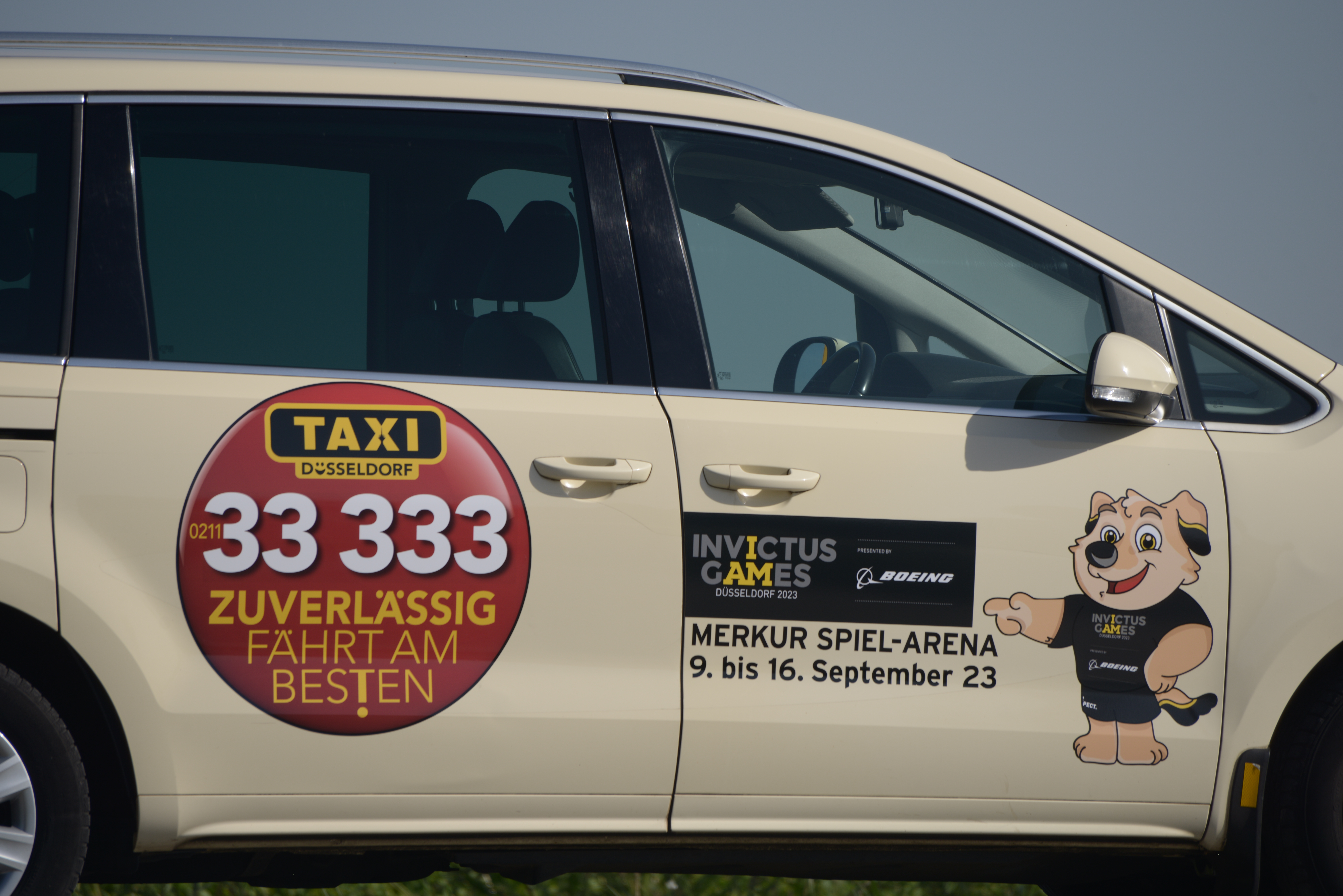
Werbung für die Invictus Games 2023 auf Taxen in Düsseldorf

Im Jahr 2013 nahm Prinz Harry als Mitglied eines Teams britischer Soldaten an den US Warrior Games in den USA teil, was ihn auf die Idee brachte, eine ähnliche Veranstaltung in Großbritannien durchzuführen. Mit der Unterstützung von Boris Johnson, dem damaligen Oberbürgermeister von London, dem Organisationskomitee der Olympischen und Paralympischen Spiele 2012 und dem britischen Verteidigungsministerium wurde die Veranstaltung innerhalb von zehn Monaten auf die Beine gestellt. Das Projekt wurde mit einer Million Pfund aus der Royal Foundation unterstützt, einem Wohltätigkeitsfonds, der von Prinz Harry, seinem Bruder William, Duke of Cambridge, und dessen Frau Catherine, Duchess of Cambridge, gegründet worden war. Das britische Finanzministerium steuerte eine weitere Million aus einem Fonds zu, der mit Strafgeldern aus dem Libor-Skandal errichtet worden war. Sponsor der Games war Jaguar Cars / Land Rover.
Am 6. März 2014 kündigte Prinz Harry in der Londoner Copper Box die Austragung der Invictus Games im folgenden September an. Der Prinz sagte, die Spiele sollten „die Bedeutung des Sports bei der Gesundung demonstrieren, die Rehabilitation unterstützen und das Leben jenseits von Behinderung zeigen“ („demonstrate the power of sport to inspire recovery, support rehabilitation and demonstrate life beyond disability“). Ein langfristiges Ziel sei zudem, das Engagement britischer Truppen im Afghanistan-Krieg in Erinnerung zu behalten.
Bei der ersten Austragung der paralympischen Sportveranstaltung für Kriegsversehrte, die 2014 erstmals in London im Queen Elizabeth Olympic Park ausgetragen wurde, starteten über 300 Sportler aus 13 Ländern. Die Soldaten hatten an der Seite von britischen Truppen vorrangig im Afghanistan-Krieg gekämpft und waren bei Kampfeinsätzen verwundet worden.

## Ziel
Ziel der Spiele ist es, die Teilnehmenden bei ihrer Rehabilitation zu unterstützen. Die Wettkämpfer treten in bis zu zehn Sportarten gegeneinander an. Sie sollen gemeinsam mit ihren Familien und Freunden durch die Spiele ein sichtbares Zeichen setzen.

## Sportarten
Leichtathletik, Bogenschießen, Hallenrudern, Gewichtheben, Straßenradrennen, Sitzvolleyball, Schwimmen, Rollstuhlbasketball, Rollstuhlrugby und Tischtennis.
Bei den Invictus Games 2025 in Kanada wurden auch die Wintersportarten Biathlon, Rollstuhlcurling, Skeleton, Ski Nordisch, Ski Alpin und Snowboard ausgetragen.

## Übersicht der Spiele
| Jahr | Gastgeberstadt                        | Nationen | Bemerkung                          |
| ---- | ------------------------------------- | -------- | ---------------------------------- |
| 2014 | London, Vereinigtes Königreich        | 14       |                                    |
| 2016 | Orlando (Florida), Vereinigte Staaten | 15       |                                    |
| 2017 | Toronto, Kanada                       | 17       |                                    |
| 2018 | Sydney, Australien                    | 18       |                                    |
| 2020 | Den Haag, Niederlande                 |          | Wegen COVID-19-Pandemie verschoben |
| 2022 | Den Haag, Niederlande                 | 17       |                                    |
| 2023 | Düsseldorf, Deutschland               | 21       |                                    |
| 2025 | Vancouver-Whistler, Kanada            | 23       |                                    |
| 2027 | Birmingham, Vereinigtes Königreich    |          |                                    |

## 2014

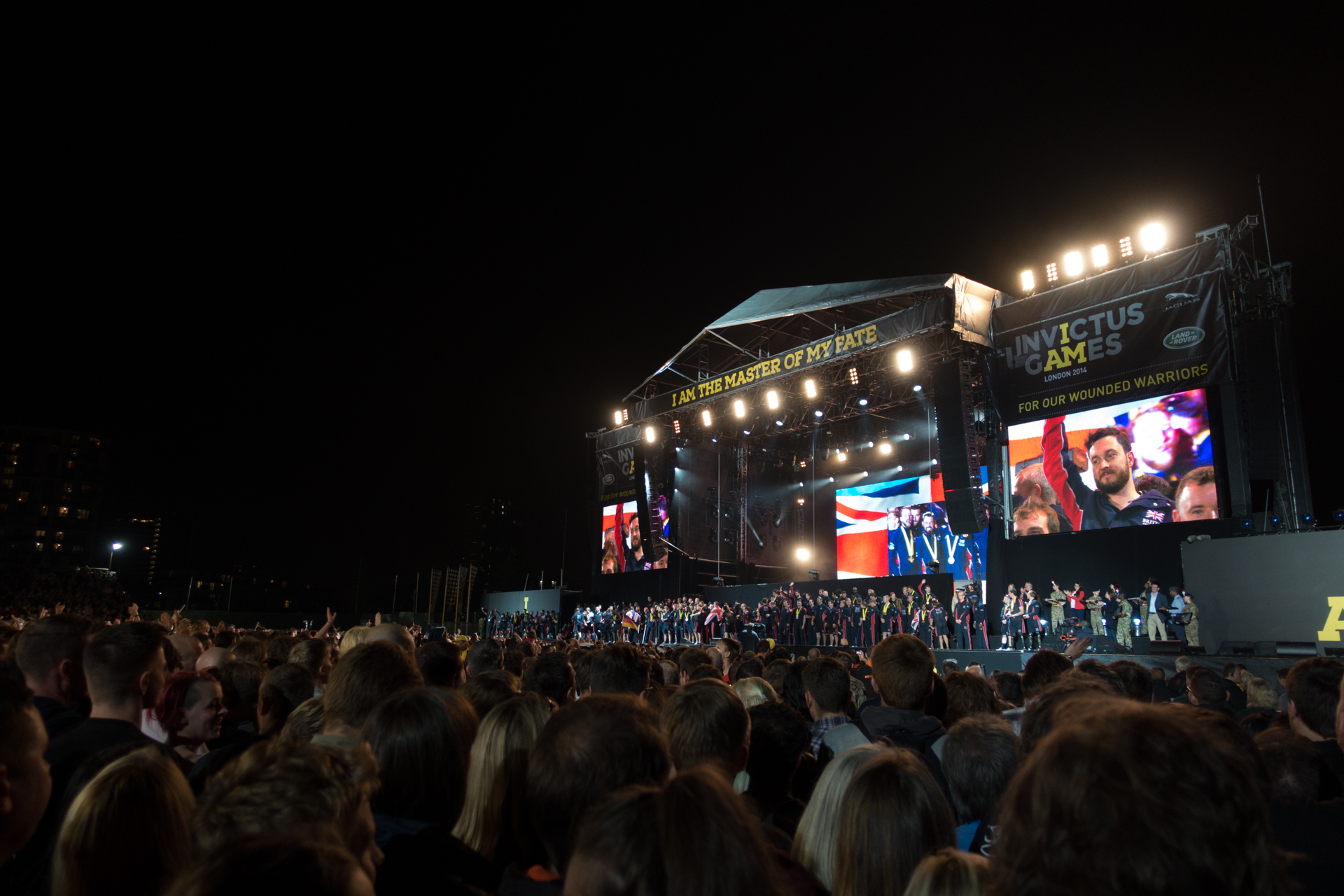
Vorstellung des britischen Teams in London

Die erste Austragung der Invictus Games fand vom 10. bis 14. September 2014 in London statt. Die Sieger und Platzierten erhielten Medaillen und Urkunden, aber es wurde ausdrücklich kein offizieller Medaillenspiegel nach Nationen erstellt.
An der Eröffnungszeremonie nahmen der britische Premierminister David Cameron, Prinz Harry, Prinz William, Prinz Charles und Camilla, Duchess of Cornwall, teil, Michelle Obama sandte eine Grußbotschaft.
Die sportlichen Wettbewerbe wurden in den Sportstätten der Olympischen Sommerspiele 2012 ausgetragen und von der BBC im Fernsehen übertragen. Die Abschlusszeremonie, bei der bekannte Musiker wie die Foo Fighters, Kaiser Chiefs und James Blunt auftraten, fand vor über 25.000 Menschen im ausverkauften Olympic Park statt.
Prinz Harry, der einen Tag nach Beendigung der Spiele 30 Jahre alt wurde, bekam vom deutschen Team ein T-Shirt mit der Aufschrift I AM 30 geschenkt, womit Bezug auf die gelben Buchstaben I AM im Logo der Spiele genommen wurde.
Neben den bekannten Sportarten organisierte der Sponsor Jaguar Land Rover zudem ein Autorennen.

### Eingeladene Länder
Zu der ersten Austragung 2014 waren Teilnehmer aus folgenden Ländern eingeladen:
- Afghanistan
- Australien
- Dänemark
- Deutschland
- Estland
- Frankreich
- Georgien
- Irak (nicht teilgenommen)
- Italien
- Kanada
- Niederlande
- Neuseeland
- Vereinigtes Königreich
- Vereinigte Staaten

### Austragungsorte

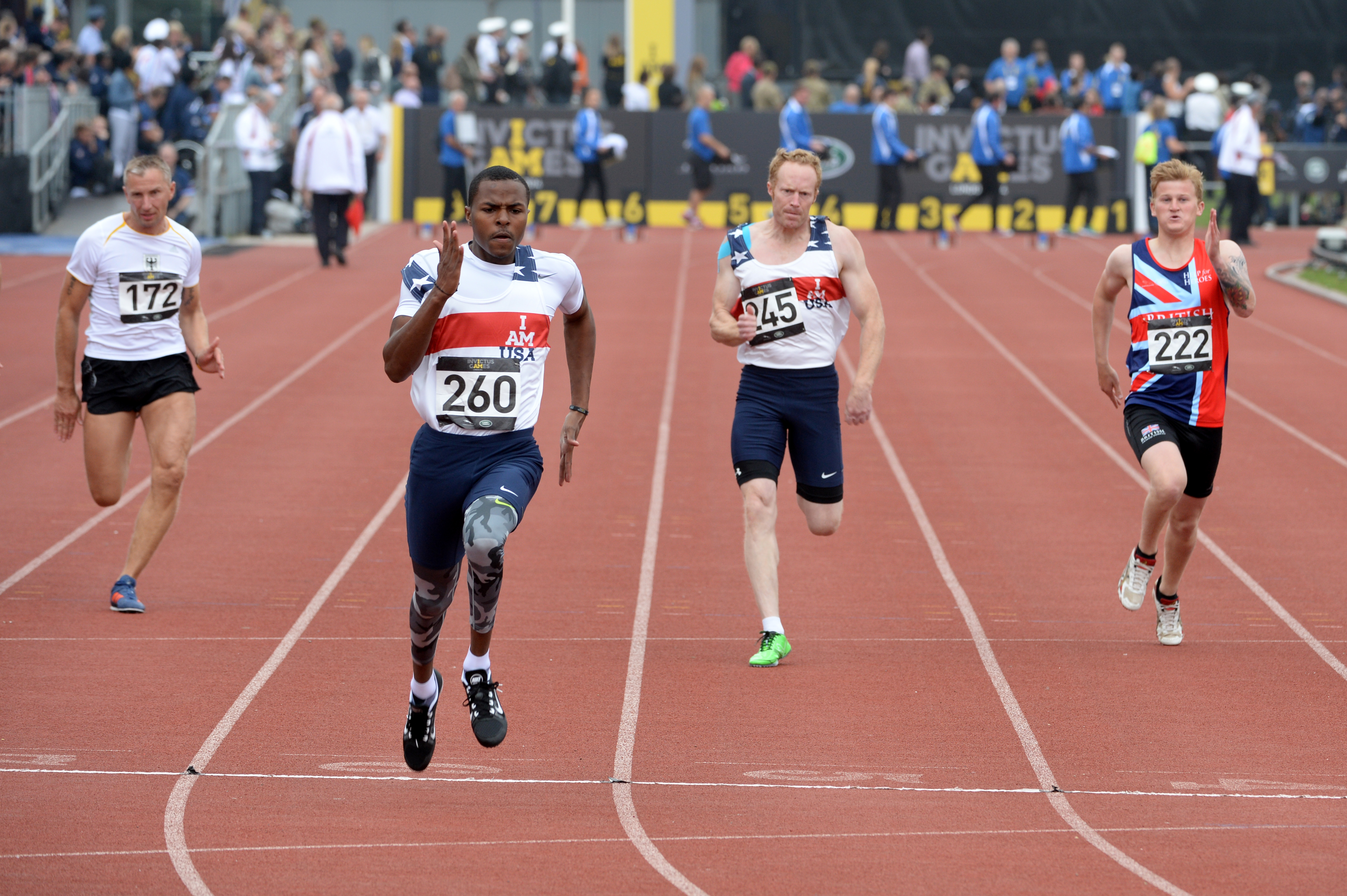
100-Meter-Lauf

- Lee Valley Athletics Centre
- Lee Valley VeloPark
- Here East
- London Aquatics Centre
- Copper Box

## 2016
Die zweite Austragung der Invictus Games fand vom 8. bis zum 12. Mai 2016 statt. Austragungsort war der ESPN Wide World of Sports Complex in Orlando (Florida).
An der Eröffnungszeremonie nahmen neben Prinz Harry Michelle Obama und Jill Biden teil.

### Eingeladene Länder
2016 nahmen Sportler aus folgenden Nationen teil:
- Afghanistan
- Australien
- Dänemark
- Deutschland
- Estland
- Frankreich
- Georgien
- Irak
- Italien
- Jordanien
- Kanada
- Niederlande
- Neuseeland
- Vereinigtes Königreich
- Vereinigte Staaten

## 2017
Die dritte Ausgabe der Invictus Games fand vom 23. bis 30. September 2017 in Toronto statt. Neben den 15 Nationen, die schon 2016 teilgenommen haben, waren auch weitere Länder eingeladen. Bei der Eröffnungszeremonie sprachen neben Prinz Harry der kanadische Premierminister Justin Trudeau und der Schauspieler Mike Myers. Insgesamt nahmen rund 500 Sportler teil. Der frühere US-Präsident Barack Obama und sein Vize Joe Biden waren bei einigen Wettbewerben als Zuschauer dabei. Bei der Schlussveranstaltung traten die Musiker Bruce Springsteen, Kelly Clarkson und Bryan Adams auf.

### Teilnehmende Nationen

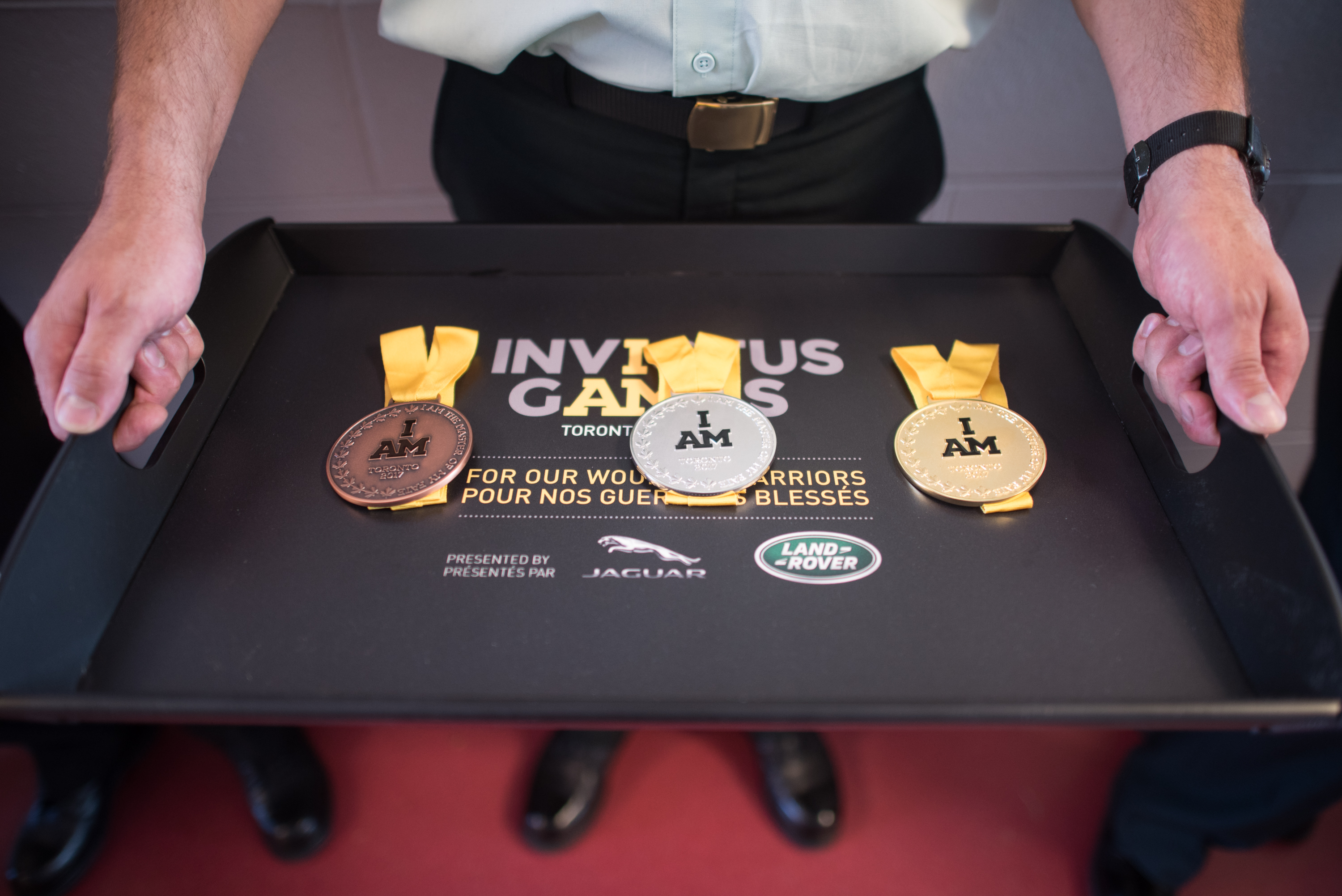
Medaillen der Invictus Games 2017 mit der Aufschrift „I AM“

- Afghanistan
- Australien
- Dänemark
- Deutschland
- Estland
- Frankreich
- Georgien
- Irak
- Italien
- Jordanien
- Kanada
- Niederlande
- Neuseeland
- Rumänien
- Ukraine
- Vereinigtes Königreich
- Vereinigte Staaten

## 2018
Die vierten Invictus Games fanden vom 20. bis 28. Oktober 2018 im australischen Sydney statt.

### Teilnehmende Nationen
- Afghanistan
- Australien
- Dänemark
- Deutschland
- Estland
- Frankreich
- Georgien
- Irak
- Italien
- Jordanien
- Kanada
- Niederlande
- Neuseeland
- Polen
- Rumänien
- Ukraine
- Vereinigtes Königreich
- Vereinigte Staaten

## 2022
Die fünfte Austragung sollte ursprünglich vom 9. bis 16. Mai 2020 im niederländischen Den Haag stattfinden. Auf dem Programm standen zehn verschiedene Sportarten: Leichtathletik, Gewichtheben, Bogenschießen, Indoor-Rudern, Rollstuhlbasketball, Rollstuhlrugby, Radsport, Sitzvolleyball und Schwimmen. Bis auf die Schwimmwettbewerbe (in Ypenburg) sollten alle Wettkämpfe rund um den Zuiderpark in Den Haag ausgetragen werden. Aufgrund der COVID-19-Pandemie wurden die Invictus Games zunächst auf das Jahr 2021 und dann auf 2022 verschoben.
Bei der Eröffnung, die am 16. April 2022 stattfand, war neben Prinz Harry auch seine Frau Meghan anwesend; es war der erste gemeinsame öffentliche Auftritt der beiden in Europa seit gut zwei Jahren. Die Veranstaltung dauerte bis zum 22. April.

### Teilnehmende Nationen
- Australien
- Belgien
- Dänemark
- Deutschland
- Estland
- Frankreich
- Georgien
- Irak
- Italien
- Kanada
- Niederlande
- Polen
- Rumänien
- Ukraine
- Vereinigtes Königreich
- Vereinigte Staaten

## 2023

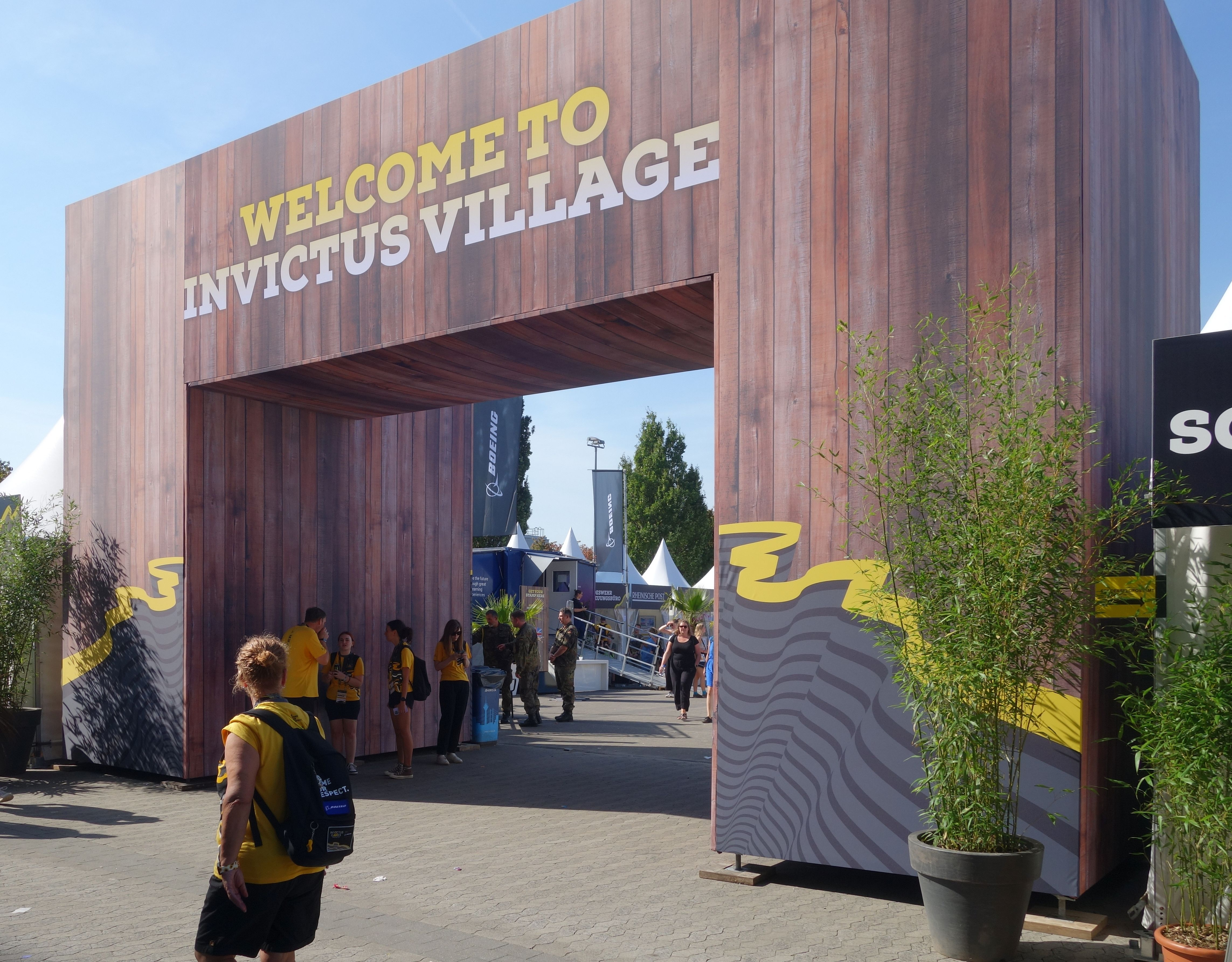
Eingang „Invictus Village“ Düsseldorf, 2023

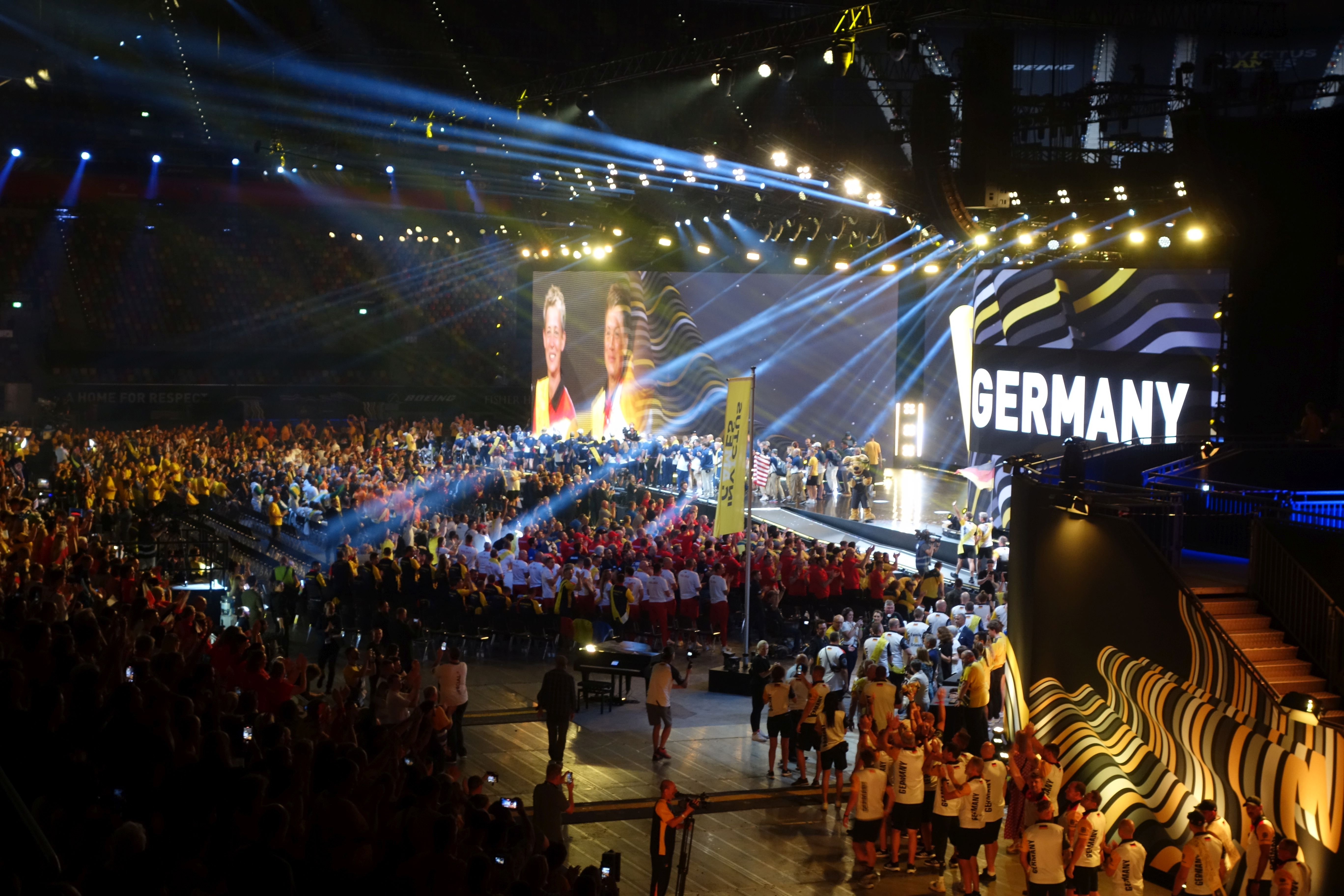
Abschlussveranstaltung in Düsseldorf, Einlaufen der deutschen Teilnehmer

Die Unions- und die SPD-Fraktion im Deutschen Bundestag setzten sich ab 2019 für eine Austragung 2022 in Deutschland ein. Im September 2019 reiste eine deutsche Delegation um den Düsseldorfer Oberbürgermeister Thomas Geisel nach London, um für eine Vergabe der Spiele an Düsseldorf zu werben. Am 16. Januar 2020 teilte Prinz Harry mit, dass die Austragung im Jahre 2022 in Düsseldorf stattfinden solle. Wegen der Folgen der COVID-19-Pandemie wurde eine Verschiebung erforderlich. Am 9. Juni 2021 wurde der Termin für die Invictus Games in Düsseldorf veröffentlicht. Das Sportereignis wurde vom 9. bis zum 16. September 2023 in der Landeshauptstadt von Nordrhein-Westfalen veranstaltet. Die Veranstaltung fand erstmals in Deutschland statt und wurde von der Stadt zusammen mit der Bundeswehr getragen. Projektleiter bei der Bundeswehr war Brigadegeneral Alfred Marstaller. Das Motto der Invictus Games Düsseldorf 2023 lautete „A Home for Respect“. Dies charakterisiere den Geist und die Idee hinter den Spielen: Der Einsatz von Soldaten verdiene gesamtgesellschaftliche Anerkennung und Respekt.
Die Eröffnungsfeier fand am 9. September 2023 in Anwesenheit von Prinz Harry, Düsseldorfs Oberbürgermeister Stephan Keller, seines Amtsvorgängers Thomas Geisel und von Verteidigungsminister Boris Pistorius statt und wurde von Steven Gätjen und Hadnet Tesfai moderiert. Der Sender Phoenix übertrug die Veranstaltung.

### Austragungsorte
Als Austragungsstätte dienten die Merkur Spiel-Arena mit dem angrenzenden Arena-Sportpark und das Frei- und Hallenbad Rheinbad. Zusammen bildeten sie den „Invictus Games-Park“.

### Teilnehmende Nationen
- Australien
- Belgien
- Dänemark
- Deutschland
- Estland
- Frankreich
- Georgien
- Israel
- Italien
- Jordanien
- Kanada
- Kolumbien
- Neuseeland
- Niederlande
- Nigeria
- Polen
- Rumänien
- Südkorea
- Ukraine
- Vereinigtes Königreich
- Vereinigte Staaten

Israel, Nigeria und Kolumbien nahmen erstmals an den Invictus Games teil. Einzelteilnehmer in Mannschaftssportarten traten gemeinsam im sogenannten Team Unconquered gegen andere Nationen an.

### Kritik
Am Tag der Eröffnung demonstrierte vor dem Düsseldorfer Rathaus, so die Rheinische Post,  „ein Bündnis von Kriegsgegnern, zivilgesellschaftlichen und linken Gruppen“ unter dem Motto „Kein Werben fürs Sterben“ gegen die Invictus Games.
In Militärkreisen gab es Kritik an den Invictus Games, da sie nur einen Teil der Militäreinsatzkräfte repräsentieren. Der Bund Deutscher EinsatzVeteranen (BDV) bemängelte, dass nur aktive Soldaten, nicht jedoch ehemalige Angehörige der Bundeswehr mit Einsatzschädigungen, an den Spielen teilnehmen dürfen. Das würde zeigen, dass die Spiele nicht im Sinne des paralympischen Sportgedankens inklusiv sind. Dies spiegele sich auch in einem undurchsichtigen Auswahlverfahren der teilnehmenden Länder wider.
Im Jahr 2023 wurden gemäß einer Anfrage der Linken insgesamt 40 Millionen Euro durch das Bundesverteidigungsministerium für die Spiele aufgewendet. Diese beträchtlichen Ausgaben wurden kritisiert. André Hahn, sportpolitischer Sprecher der Bundestagsfraktion Die Linke, betont, dass ihm Vertreter aus den Sportverbänden und -vereinen im Vertrauen erklärten, dass sie die Ausgaben als „völlig unverhältnismäßig“ betrachten. Solche Aussagen wären jedoch, seit Bundeskanzler Olaf Scholz mit Beginn des Kriegs in der Ukraine die „Zeitenwende“ ausgerufen hat, nicht mehr öffentlich gemacht worden.

## 2025
Die siebte Austragung fand vom 8. bis zum 16. Februar 2025 in Vancouver und Whistler und damit nach 2017 zum zweiten Mal in Kanada statt. Erstmals in der Geschichte der Invictus Games wurden auch Wettkämpfe in den Wintersportarten Biathlon, Rollstuhlcurling, Skeleton, Ski Nordisch, Ski Alpin und Snowboarden ausgetragen. Außerdem gab es Wettkämpfe im Hallenrudern, Sitzvolleyball, Schwimmen, Rollstuhlbasketball und Rollstuhlrugby. An den Wettkämpfen nahmen mehr als 500 Athleten aus 23 Nationen teil.
Bei der Eröffnung waren neben Prinz Harry auch Mary Simon, die Generalgouverneurin von Kanada und Repräsentantin des kanadischen Monarchen, sowie David Eby, der Premierminister der Provinz British Columbia, anwesend. Musikalisch wurde die Veranstaltung unter anderem von Katy Perry und Nelly Furtado begleitet. An der Abschlussfeier in der Rogers Arena nahm unter anderen auch der kanadische Premierminister Justin Trudeau teil.

### Austragungsorte
Nach der Eröffnungsfeier im BC Place, dienen als Austragungsstätten das Vancouver Convention Centre (die Wettkämpfe im Sitzvolleyball, Rollstuhlbasketball und Rollstuhlrugby), das Hillcrest Centre (Rollstuhlcurling) und UBC Aquatic Centre (Schwimmen und Hallenrudern). Die Wettbewerbe im Skeleton, Ski Nordisch und Ski Alpin werden im Skigebiet Whistler-Blackcomb, im Whistler Olympic Park und Whistler Sliding Centre ausgetragen. Die Abschlussfeier erfolgte in der Rogers Arena.

### Teilnehmende Nationen
- Afghanistan
- Australien
- Belgien
- Brasilien
- Dänemark
- Deutschland
- Estland
- Frankreich
- Georgien
- Israel
- Italien
- Kanada
- Kolumbien
- Litauen
- Neuseeland
- Niederlande
- Nigeria
- Polen
- Rumänien
- Südkorea
- Ukraine
- Vereinigtes Königreich
- Vereinigte Staaten

## 2027
Die achte Austragung soll im Juli 2027 in Birmingham und damit nach 2014 zum zweiten Mal in Großbritannien stattfinden.